# Jagdbomber

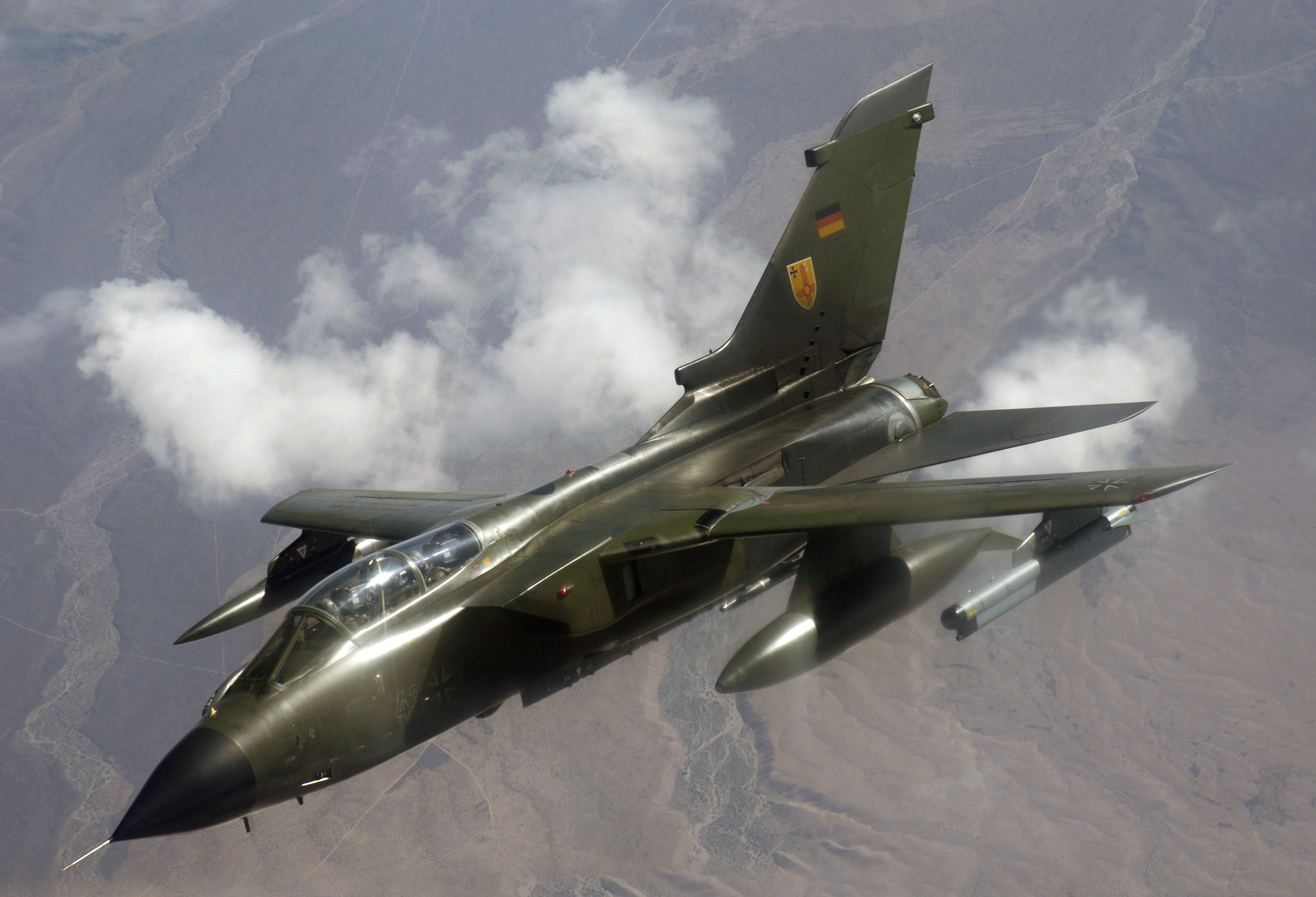
Panavia Tornado der Luftwaffe über New Mexico

Ein Jagdbomber (gelegentlich „Jagdbombenflugzeug“) ist ein Kampfflugzeug, das zur Bekämpfung von Boden-, See- und Luftzielen eingesetzt wird. Häufig wird die Abkürzung Jabo verwendet.

## Geschichte

### Anfänge
Jagdmaschinen wurden bereits im Ersten Weltkrieg zu Bodenangriffen eingesetzt, um Truppen in den Schützengräben zu attackieren. Die Maschinen flogen hinter die feindlichen Linien und warfen mit niedriger Trefferquote (meist per Hand) Fliegerpfeile, kleine Fliegerbomben oder Granaten ab.

### Jagdbomber im Zweiten Weltkrieg
Die ersten zu Jagdbombern umgebauten Jagdflugzeuge des Zweiten Weltkriegs waren Bf 109, die in der Luftschlacht um England zur Bombardierung von Bodenzielen eine 250-kg-Bombe mitführten. An der Ostfront wurden in den letzten Kriegsjahren vermehrt Fw 190 F als Jagdbomber eingesetzt. Die deutsche Bezeichnung für Maschinen zur taktischen Gefechtsfeldunterstützung war Schlachtflugzeug. Allerdings zählten hierzu auch Erdkampfflugzeuge wie die Henschel Hs 129, die eigentlich keine Jagdbomber waren.
Nachdem die Westalliierten ab 1944 die Luftüberlegenheit an der Westfront erkämpft hatten, fiel den Jagdbombern seit der Landung in der Normandie eine entscheidende Rolle beim alliierten Vormarsch zu. In großer Zahl bekämpften sie aus der Luft die Bodentruppen der Wehrmacht und unterbanden Marschbewegungen und Nachschubverkehr bei Tage nahezu völlig. In den letzten beiden Kriegsjahren nutzten die alliierten Jagdbomber den Luftraum über Frankreich und Deutschland fast nach Belieben. Ihre Ziele waren Züge, Straßenkonvois, Infrastruktur (z. B. Flugfelder, Eisenbahnknoten), und Aktivitäten (z. B. Truppenkonzentrationen) hinter den Frontlinien des Feindes. Eingesetzt wurden klassische Jagdflugzeuge wie die Supermarine Spitfire und die Republic P-47 Thunderbolt oder speziell für die Einsatzrolle geeignete Typen wie die Hawker Typhoon und Hawker Tempest.
Zum Grenzbereich der Rolle des Jagdbombers und des mittleren Bombers gehörten eine Reihe von Einsätzen, bei denen die Flugzeuge mit hoher Geschwindigkeit im Tiefflug in gegnerisches Territorium eindrangen, um Kommandozentren anzugreifen. Zu dieser Art gehörten von der De Havilland DH.98 Mosquito geflogene Missionen gegen die Hauptquartiere der Gestapo in Amiens, Den Haag und Kopenhagen und Einsätze US-amerikanischer Bomber gegen japanische Häfen im Südpazifik.

### Atomwaffenträger im Kalten Krieg

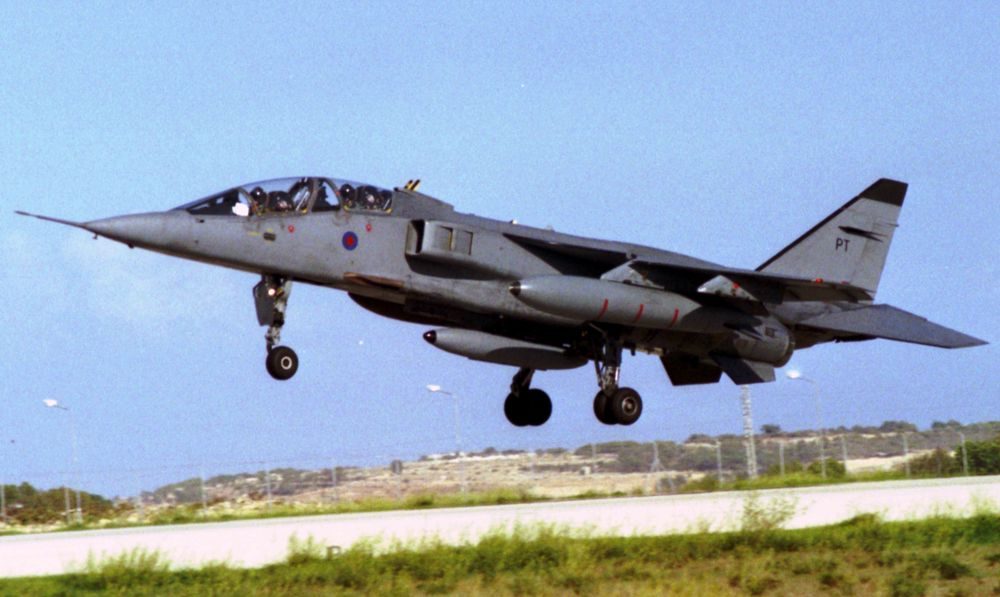
Doppelsitzige Version Jaguar T.1 der Royal Air Force

In den Jahren nach dem Zweiten Weltkrieg änderte sich das Einsatzspektrum von Jagdbombern wegen der Einführung von Strahltriebwerken und der Weiterentwicklung von Atomwaffen.
Die britische Canberra war einer der ersten leichten Bomber mit Düsenantrieb und so ausgestattet, dass sie Einsätze wie eine De Havilland DH.98 Mosquito des Jet-Zeitalters durchführen konnte. Die North American B-45 Tornado und die Republic F-84 Thunderstreak waren für taktische Nuklearmissionen konzipiert. Im Kriegsfall sollten sie Atomwaffen im Hinterland gegen Kommandozentren und Kommunikationsverbindungen des Feindes einsetzen. Im Koreakrieg und später im Vietnamkrieg übernahmen die Jagdbomber die Rolle einer fliegenden Artillerie, die auf Anforderung der Bodentruppen feindliche Verbände angriff.
Zu den sowjetischen Angriffsflugzeugen gehörte damals u. a. der Mehrzweckjäger Jakowlew Jak-25.
Wegen der rasanten technologischen Fortschritte im Triebwerksbau und in der Steuerungselektronik waren diese Flugzeuge schnell überholt und wurden ersetzt. In den 1950er Jahren wurde die Flugzeugentwicklung unvermindert vorangetrieben. Am Ende der 1950er Jahre waren Mach-2-Jagdbomber wie die Republic F-105 Thunderchief einsatzfähig.
Tiefflugfähigkeiten zum Unterfliegen der gegnerischen Radarerfassung galten in den 1960er Jahren als Schlüssel zur erfolgreichen Überwindung der feindlichen Abwehr.
Die Briten investierten viel Geld in die Entwicklung des BAC TSR.2-Bombers, der schwere Bombenladung durch Nutzung fortschrittlicher Navigationssysteme und eines Geländefolgeradars mit Überschallgeschwindigkeit im Tiefstflug transportieren sollte. Die zu dieser Zeit regierende Labour Party setzte das Programm am 6. April 1965 (weniger als fünf Monate nach dem Erstflug) abrupt ab. Stattdessen wurde die nicht überschallfähige Blackburn Buccaneer zum britischen Standard-Tiefangriffsflugzeug und zunächst auch von Flugzeugträgern aus eingesetzt.
Von ebenso revolutionärem Design war der US-amerikanische Schwenkflügelbomber General Dynamics F-111. Dieser taktische Jagdbomber litt wegen der zu geringen Schubkraft der verbauten Triebwerke und der störanfälligen Elektronik unter Anfangsschwierigkeiten, war während seiner knapp 30-jährigen Einsatzzeit aber einer der fortschrittlichsten Jagdbomber der Welt.
Die französische Dassault Mirage IV war ein Überschalljagdbomber, der erstmals 1960 flog. Obwohl für den Nuklearschlag konzipiert, konnte sie auch konventionelle Waffen tragen.
Flugzeuge wie der Panavia Tornado, die General Dynamics F-111, die F-15E Strike Eagle und die Suchoi Su-24 Fencer können mit hoher Geschwindigkeit, unabhängig von der Tageszeit und den Wetterbedingungen mit großer Bombenladung eingesetzt werden.
Die Dassault Mirage 2000, die SEPECAT Jaguar, die General Dynamics F-16 Fighting Falcon und die Mikojan-Gurewitsch MiG-27 sind kaum weniger leistungsfähig und können Jagdeinsätze ebenso durchführen wie ihre gewöhnlichen Aufgaben auf dem Schlachtfeld.

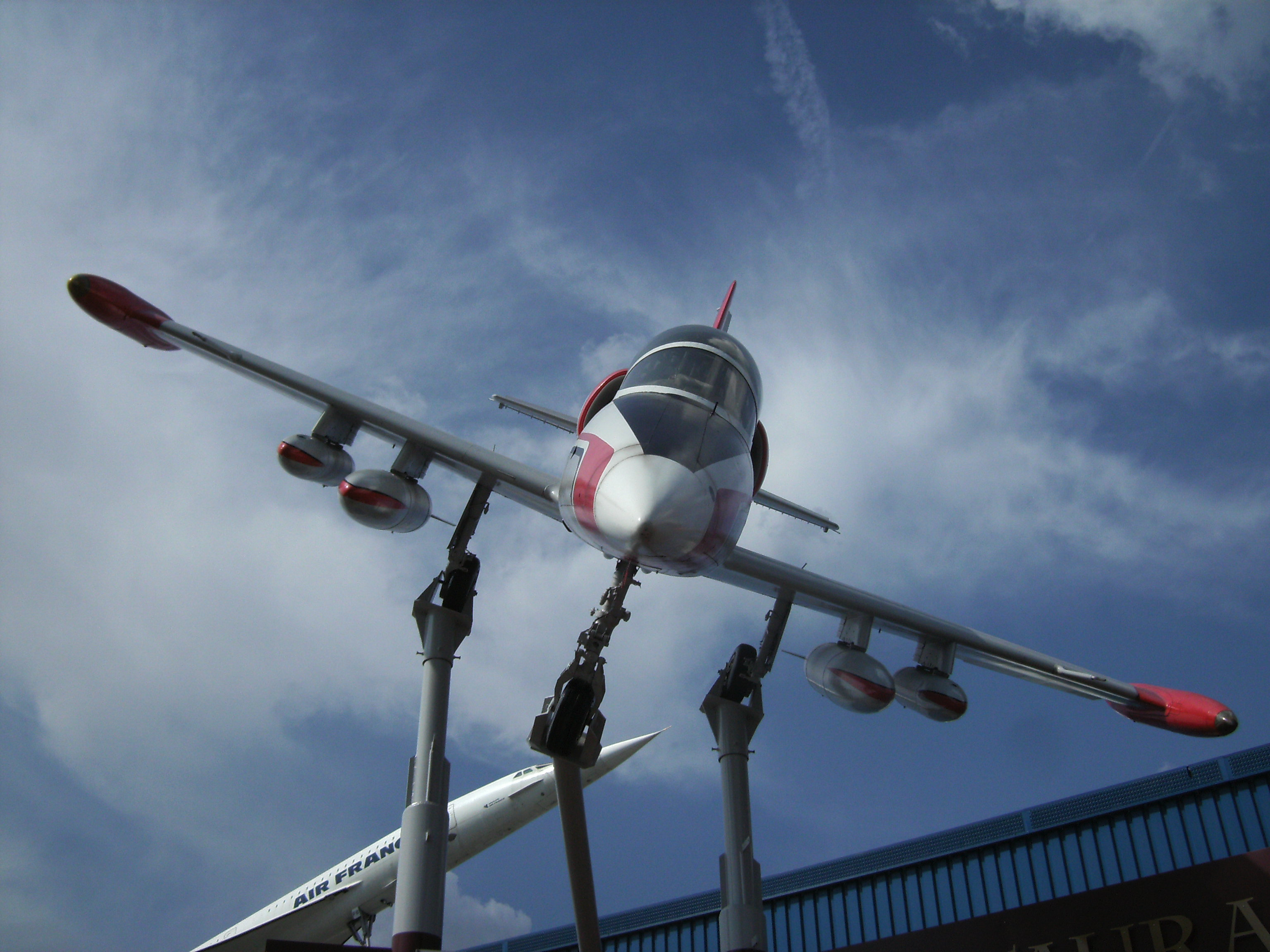
Die Aero L-39 ist sowohl Schulflugzeug als auch Jagdbomber.

Eine andere Klasse von Jagdbombern sind kleinere, nicht überschallfähige Maschinen, die in erster Linie als Schulflugzeug konzipiert wurden, allerdings auch als leichte Jagdbomber eingesetzt werden können wie Alpha Jet, Aermacchi MB-339, BAE Hawk oder Aero L-39, der langjährige Standardtrainer der Warschauer-Pakt-Staaten.